# 云山镇 (抚州市)
云山镇，是中国江西省抚州市临川区所辖的一个镇。

## 行政区划
云山镇下辖以下村级行政区划单位
云山街社区、云山村、鄢坊村、南光村、周坊村、甘陂村、圳上村、洋坊村、韩梅村、梅坊村、游源村、库前村、龚何村、石洋村、巷口村、清溪村、大源村、杨泗村、肖坊村、水田村、欧湖村和骆仙村。